# Clanul Inaba

Emblema clanului Inaba

Clanul Inaba (稻葉氏 Inaba-shi) a fost grup de samurai care s-au remarcat în special în perioada Sengoku și în perioadele Edo. Sub conducerea shogunatului Tokugawa, Inaba, fiind vasal ereditar ai clanului Tokugawa, a fost considerat ca fiind unul dintre clanurile Daimyō Fudai.

## Genealogia clanului Inaba
Clanul Inaba îsi are originea în provincia Mino din secolul al XVI-lea,  și susținea ca fiind descendentă a lui Kōno Michitaka (care a murit în 1374),  care, la rândul său, susținea ca fiind descendent al împăratului Kanmu (736–805). 

### Ramura principală
Filiala principală a clanului Inaba este descendentă lui Inaba Sadamichi ( 1551–1606 ),  care a fost ridicat la acest rang de către Oda Nobunaga în 1564.  Acesta se stabileste în 1585 la Domeniul Hachiman (40.000 koku) din provincia Mino.  În 1600, el și moștenitorii săi au fost relocați în Domeniul Usuki (56.000 koku) din provincia Bungo, astfel că, urmașii săi, au rămas în același loc până la restaurarea Meiji din 1868.  Capul acestei linii de clan a fost înnobilat ca viconte (hakushaku) sub numele nobilimii kazoku din perioada Meiji .  

### Familia reprezentativă a ramurii principale
1. Inaba Michisada
2. Inaba Michinori
3. Inaba Yoshimichi
4. Inaba Sadamichi (1546–1603)
5. Inaba Norimochi (1566–1626)
6. Inaba Kazumichi (1587–1641)
7. Inaba Nobumichi (1608–1673)
8. Inaba Kagemichi (1639–1694)
9. Inaba Tomomichi (1652–1706)
10. Inaba Tsunemichi (1690-1720)
11. Inaba Masamichi (1706–1737)
12. Inaba Yasumichi (1730–1768)
13. Inaba Hiromichi (1752-1818)
14. Inaba Terumichi (1776-1847)
15. Inaba Takamichi (1801-1821)
16. Inaba Chikamichi (1815-1844)
17. Inaba Akimichi (1839-1862)
18. Inaba Hisamichi (1843-1893)
19. Inaba Yukimichi
20. Inaba Naomichi
21. Inaba Takeo

### Linii cadete
- O ramură secundară, descendentă a lui Inaba Masanari (1571-1616), care a luptat pentru armatele lui Oda Nobunaga și apoi Toyotomi Hideyoshi . [4] Această ramură a clanului Inaba a fost creată în 1588. [3] În 1619, în urma înființării shogunatului Tokugawa, Inaba Masanari a fost forțată să divorțeze de soția sa, pentru ca ea să devină bonă a viitorului shogun, Tokugawa Iemitsu ( Kasuga-no-Tsubone) . I-a fost acordat un domeniu Itoigawa (25.000 koku) în provincia Echigo; apoi, în 1627, exploatația sa a fost transferată în Domeniul Mōka (65.000 koku ) din provincia Shimotsuke . Descendenții săi au locuit succesiv la Domeniul Odawara (105.000 koku ) din provincia Sagami din 1632 până în 1685, la Domeniul Takada din provincia Echigo din 1685 până în 1701 și la Domeniul Sakura din provincia Shimōsa din 1701 până în 1723.  Moștenitorii lui Inaba Masanari s-au stabilit la Domeniul Yodo (115.000 koku ) din provincia Yamashiro, între 1723 și 1868.  Reprezentanții acestui clan au fost înnobilati ca fiind familie de nobili în perioada Meiji.
- O altă filială secundară a clanului Inaba a fost creată în 1781.  Din 1785 până în 1868, această ramură a clanului a continuat să trăiască la Domeniul Tateyama (10.000 koku) din provincia Awa . Reprezentanții acestui clan a fost înnobilati de asemenea în perioada Meiji.

## Templul clanului
Tōzen-ji, un templu budist din Edo (actualmente Tokio, sectorul Minato, cartierul Takanawa), a fost considerat templul familiei de către mai multe clanuri, inclusiv ramura principală a clanului Inaba. 

## Membri notabili
- Inaba Masanari (1571 - 14 octombrie 1628)
- Inaba Masayasu (1640-1684), Wakadoshiyori și asasinul ce l-a omorât pe Tairō Hotta Masatoshi
- Inaba Masamichi (1623-1696),al 7-lea shoshidai din Kyoto . [1]
- Inaba Masanobu (1749-1806), al 34-lea Kyosh shoshidai .
- Inaba Masami (1815-1879), Wakadoshiyori, Rōjū, comisar al armatei și amiral al flotei marinei Tokugawa
- Inaba Masakuni (1834-1898), 55th Kyoto shoshidai.